# Remo nos Jogos Olímpicos de Verão da Juventude de 2010 - Skiff simples masculino
As provas do Skiff simples masculino do remo nos Jogos Olímpicos de Verão da Juventude de 2010 foram realizadas entre os dias 15 e 18 de agosto, no Marina Reservoir, em Singapura. 22 atletas estavam inscritos neste evento.

## Medalhistas
| Ouro   | LTU Rolandas Maščinskas |
| Prata  | GER Felix Bach          |
| Bronze | ROM Ioan Prundeanu      |

## Eliminatórias
- Regras de classificação: 1->SA/B, 2-6>R

### Bateria 1
15 de agosto, 10:40 (UTC+8)
| Pos. | Nome                 | País          | Tempo   | Notas     |
| ---- | -------------------- | ------------- | ------- | --------- |
| 1    | Felix Bach           | GER Alemanha  | 3:22.25 | Q - S A/B |
| 2    | Zheng Yueqi          | CHN China     | 3:26.64 | R         |
| 3    | Facundo Torres       | ARG Argentina | 3:27.20 | R         |
| 4    | Konrad Raczyński     | POL Polônia   | 3:27.33 | R         |
| 5    | Paul Sieber          | AUT Áustria   | 3:29.05 | R         |
| 6    | Mohamed Fares Laouti | TUN Tunísia   | 3:37.29 | R         |

### Bateria 2
15 de agosto, 10:50 (UTC+8)
| Pos. | Nome              | País              | Tempo   | Notas     |
| ---- | ----------------- | ----------------- | ------- | --------- |
| 1    | Ioan Prundeanu    | ROM Romênia       | 3:22.59 | Q - S A/B |
| 2    | Tiago Braga       | BRA Brasil        | 3:26.01 | R         |
| 3    | Marsel Nikaj      | ALB Albânia       | 3:28.75 | R         |
| 4    | Hayden Cohen      | NZL Nova Zelândia | 3:30.65 | R         |
| 5    | Bastiaan Vervoort | NED Países Baixos | 3:31.07 | R         |
| 6    | Musab Badawi      | SUD Sudão         | 4:04.73 | R         |

### Bateria 3
15 de agosto, 11:00 (UTC+8)
| Pos. | Nome                  | País            | Tempo   | Notas     |
| ---- | --------------------- | --------------- | ------- | --------- |
| 1    | André Rédr            | SVK Eslováquia  | 3:27.54 | Q - S A/B |
| 2    | Márk Bíró             | HUN Hungria     | 3:29.91 | R         |
| 3    | Roberto Lopez Salazar | ESA El Salvador | 3:30.53 | R         |
| 4    | Martin Slavík         | CZE Chéquia     | 3:34.09 | R         |
| 5    | Simon Sørensen        | DEN Dinamarca   | 3:41.55 | R         |

### Bateria 4
15 de agosto, 11:10 (UTC+8)
| Pos. | Nome                   | País          | Tempo   | Notas     |
| ---- | ---------------------- | ------------- | ------- | --------- |
| 1    | Rolandas Maščinskas    | LTU Lituânia  | 3:22.68 | Q - S A/B |
| 2    | Iurii Ivanov           | UKR Ucrânia   | 3:25.07 | R         |
| 3    | Jean-Benoît Valscherts | BEL Bélgica   | 3:28.79 | R         |
| 4    | Augustin Maillefer     | SUI Suíça     | 3:32.84 | R         |
| 5    | Nadzrie Hyckell Hamzah | SIN Singapura | 3:40.00 | R         |

## Repescagem
- Regras de classificação: 1-2->SA/B, 3-5->SC/D

### Repescagem 1
16 de agosto, 10:40 (UTC+8)
| Pos. | Nome                   | País          | Tempo   | Notas    |
| ---- | ---------------------- | ------------- | ------- | -------- |
| 1    | Zheng Yueqi            | CHN China     | 3:27.38 | Q - SA/B |
| 2    | Marsel Nikaj           | ALB Albânia   | 3:29.47 | Q - SA/B |
| 3    | Martin Slavík          | CZE Chéquia   | 3:32.92 | SC/D     |
| 4    | Mohamed Fares Laouti   | TUN Tunísia   | 3:38.38 | SC/D     |
| 5    | Nadzrie Hyckell Hamzah | SIN Singapura | 3:44.10 | SC/D     |

### Repescagem 2
16 de agosto, 10:50 (UTC+8)
| Pos. | Nome                  | País            | Tempo   | Notas    |
| ---- | --------------------- | --------------- | ------- | -------- |
| 1    | Tiago Braga           | BRA Brasil      | 3:34.62 | Q - SA/B |
| 2    | Augustin Maillefer    | SUI Suíça       | 3:35.35 | Q - SA/B |
| 3    | Roberto Lopez Salazar | ESA El Salvador | 3:35.36 | SC/D     |
| 4    | Paul Sieber           | AUT Áustria     | 3:36.96 | SC/D     |
| 5    | Musab Badawi          | SUD Sudão       | 4:15.44 | SC/D     |

### Repescagem 3
16 de agosto, 11:00 (UTC+8)
| Pos. | Nome                   | País              | Tempo   | Notas    |
| ---- | ---------------------- | ----------------- | ------- | -------- |
| 1    | Márk Bíró              | HUN Hungria       | 3:34.31 | Q - SA/B |
| 2    | Bastiaan Vervoort      | NED Países Baixos | 3:34.77 | Q - SA/B |
| 3    | Jean-Benoît Valscherts | BEL Bélgica       | 3:35.50 | SC/D     |
| 4    | Konrad Raczyński       | POL Polônia       | 3:42.72 | SC/D     |

### Repescagem 4
16 de agosto, 11:10 (UTC+8)
| Pos. | Nome           | País              | Tempo   | Notas    |
| ---- | -------------- | ----------------- | ------- | -------- |
| 1    | Iurii Ivanov   | UKR Ucrânia       | 3:33.14 | Q - SA/B |
| 2    | Hayden Cohen   | NZL Nova Zelândia | 3:36.95 | Q - SA/B |
| 3    | Simon Sørensen | DEN Dinamarca     | 3:45.69 | SC/D     |
| 4    | Facundo Torres | ARG Argentina     | 3:51.49 | SC/D     |

## Semifinais C/D
- Regras de classificação: 1-3->FC, 4-5->FD

### Semifinal C/D 1
17 de agosto, 10:20 (UTC+8)
| Pos. | Nome                   | País          | Tempo   | Notas  |
| ---- | ---------------------- | ------------- | ------- | ------ |
| 1    | Paul Sieber            | AUT Áustria   | 3:43.00 | Q - FC |
| 2    | Konrad Raczyński       | POL Polônia   | 3:45.04 | Q - FC |
| 3    | Martin Slavík          | CZE Chéquia   | 3:45.13 | Q - FC |
| 4    | Simon Sørensen         | DEN Dinamarca | 3:48.80 | Q - FD |
| 5    | Nadzrie Hyckell Hamzah | SIN Singapura | 3:55.80 | Q - FD |

### Semifinal C/D 2
17 de agosto, 10:30 (UTC+8)
| Pos. | Nome                    | País            | Tempo   | Notas      |
| ---- | ----------------------- | --------------- | ------- | ---------- |
| 1    | Roberto Lopez Salazar   | ESA El Salvador | 3:42.94 | Q - FC     |
| 2    | Jean-Benoît Valschaerts | BEL Bélgica     | 3:46.62 | Q - FC     |
| 3    | Mohamed Fares Laouiti   | TUN Tunísia     | 3:47.69 | Q - FC     |
| 4    | Musab Badawi            | SUD Sudão       | 4:21.74 | Q - FD     |
| 5    | Facundo Torres          | ARG Argentina   |         | Não largou |

## Semifinais A/B
- Regras de classificação: 1-3->FA, 4-6->FB

### Semifinal A/B 1
17 de agosto, 11:05 (UTC+8)
| Pos. | Nome               | País         | Tempo   | Notas  |
| ---- | ------------------ | ------------ | ------- | ------ |
| 1    | Felix Bach         | GER Alemanha | 3:23.15 | Q - FA |
| 2    | Ioan Prundeanu     | ROM Romênia  | 3:25.16 | Q - FA |
| 3    | Iurii Ivanov       | UKR Ucrânia  | 3:28.11 | Q - FA |
| 4    | Márk Bíró          | HUN Hungria  | 3:34.40 | Q - FB |
| 5    | Marsel Nikaj       | ALB Albânia  | 3:34.61 | Q - FB |
| 6    | Augustin Maillefer | SUI Suíça    | 3:39.76 | Q - FB |

### Semifinal A/B 2
17 de agosto, 11:15 (UTC+8)
| Pos. | Nome                | País              | Tempo   | Notas  |
| ---- | ------------------- | ----------------- | ------- | ------ |
| 1    | Rolandas Maščinskas | LTU Lituânia      | 3:25.71 | Q - FA |
| 2    | Zheng Yueqi         | CHN China         | 3:27.38 | Q - FA |
| 3    | Tiago Braga         | BRA Brasil        | 3:30.52 | Q - FA |
| 4    | Hayden Cohen        | NZL Nova Zelândia | 3:35.38 | Q - FB |
| 5    | André Rédr          | SVK Eslováquia    | 3:36.12 | Q - FB |
| 6    | Bastiaan Vervoort   | NED Países Baixos | 3:36.58 | Q - FB |

## Finais

### Final D
18 de agosto, 10:10 (UTC+8)
| Pos. | Nome                   | País          | Tempo   | Notas |
| ---- | ---------------------- | ------------- | ------- | ----- |
| 1    | Simon Sørensen         | DEN Dinamarca | 3:51.77 |       |
| 2    | Nadzrie Hyckell Hamzah | SIN Singapura | 3:56.66 |       |
| 3    | Musab Badawi           | SUD Sudão     | 4:22.65 |       |

### Final C
18 de agosto, 10:30 (UTC+8)
| Pos. | Nome                    | País            | Tempo   | Notas |
| ---- | ----------------------- | --------------- | ------- | ----- |
| 1    | Roberto Lopez Salazar   | ESA El Salvador | 3:33.72 |       |
| 2    | Jean-Benoît Valschaerts | BEL Bélgica     | 3:35.95 |       |
| 3    | Paul Sieber             | AUT Áustria     | 3:36.56 |       |
| 4    | Martin Slavík           | CZE Chéquia     | 3:36.91 |       |
| 5    | Konrad Raczyński        | POL Polônia     | 3:42.40 |       |
| 6    | Mohamed Fares Laouiti   | TUN Tunísia     | 3:44.37 |       |

### Final B
18 de agosto, 10:50 (UTC+8)
| Pos. | Nome               | País              | Tempo   | Notas      |
| ---- | ------------------ | ----------------- | ------- | ---------- |
| 1    | Márk Bíró          | HUN Hungria       | 3:28.00 |            |
| 2    | Hayden Cohen       | NZL Nova Zelândia | 3:28.04 |            |
| 3    | Augustin Maillefer | SUI Suíça         | 3:30.61 |            |
| 4    | Marsel Nikaj       | ALB Albânia       | 3:31.61 |            |
| 5    | Bastiaan Vervoort  | NED Países Baixos | 3:36.20 |            |
| 6    | André Rédr         | SVK Eslováquia    |         | Não largou |

### Final A
18 de agosto, 11:40 (UTC+8)
| Pos.              | Nome                | País         | Tempo   | Notas |
| ----------------- | ------------------- | ------------ | ------- | ----- |
| Medalha de ouro   | Rolandas Maščinskas | LTU Lituânia | 3:13.82 |       |
| Medalha de prata  | Felix Bach          | GER Alemanha | 3:16.23 |       |
| Medalha de bronze | Ioan Prundeanu      | ROM Romênia  | 3:19.11 |       |
| 4                 | Zheng Yueqi         | CHN China    | 3:24.62 |       |
| 5                 | Tiago Braga         | BRA Brasil   | 3:27.73 |       |
| 6                 | Iurii Ivanov        | UKR Ucrânia  | 3:27.98 |       |